# 増田祐孝
増田 祐孝（ますだ ゆうこう、1931年1月26日 - 2020年12月19日）は、日本の経営者。日本軽金属社長、会長を務めた。

## 経歴
広島県出身。1954年に東京工業大学工学部化学工業科を卒業し、同年に日本軽金属に入社。1984年6月に取締役に就任し、1987年6月に常務、1988年6月に専務を経て、1991年6月に副社長に就任し、1993年12月に社長に昇格。1999年6月に会長に就任し、2003年6月から相談役を務めた。
2003年4月に勲二等瑞宝章を受章。
2020年12月19日胆管がんのために死去。89歳没。